# Álvaro Mejía (ciclista)
Álvaro Mejía Castrillón (nascido a 19 de janeiro de 1967 em Santa Rosa de Cabal) é um ex-ciclista colombiano, profissional entre os anos 1989 e 1997.
Os seus melhores resultados internacionais foram um quarto posto no Tour de France de 1993 e um quarto lugar no Campeonato do Mundo de 1991.
Teve uma trajectória ciclística relativamente curta. Após a sua retirada iniciou os seus estudos de medicina. Atualmente é um dos médicos da selecção de ciclismo da Colômbia.

## Palmarés
| 1986 - Clássica do Carmen de Viboral - 1 etapa do Clássico RCN 1988 - Volta da Juventude da Colômbia - Clássico RCN - 2 etapas da Volta a Colômbia - 2º no Campeonato Panamericano em Estrada 1989 - Clássico RCN, mais 2 etapas - 3º no Campeonato da Colômbia de Ciclismo em Estrada 1990 - Posto 3º mais 1 etapa do Dauphiné Libéré | 1991 - Volta a Galiza, mais 1 etapa - Volta a Antioquia - Classificação dos Jovens do Tour de France 1992 - Volta a Múrcia - 1 etapa do Clássico RCN 1993 - Volta à Catalunha 1994 - Estrada do Sur |

## Resultados em Grandes Voltas
| corrida            | 1989 | 1990 | 1991 | 1992 | 1993 | 1994 | 1995 |
| ------------------ | ---- | ---- | ---- | ---- | ---- | ---- | ---- |
| Giro d'Italia      | -    | -    | -    | -    | 30°  | 39°  | -    |
| Tour de France     | -    | 48°  | 19°  | ab.  | 4°   | 31°  | 16°  |
| Volta a Espanha    | -    | 17°  | 22°  | 29°  | -    | -    | ab.  |
| Mundial em Estrada | ab.  | -    | 4º   | 32°  | ab.  | ab.  | -    |

## Equipas
- Postobón (1989-1992)
- Motorola (1993-1995)
- Petróleo de Colombia (1997)